# Обнажённые тела
«Обнажённые тела» (англ. Body Shots) — американская подростковая драма режиссёра Майкла Кристофера 1999 года, повествующая о безумном ночном времяпрепровождении сексуально раскрепощённой молодёжи. Премьера состоялась 7 октября 1999 года на кинофестивале в Остине, США. Главные роли исполнили молодые голливудские звёзды.

## Сюжет
Современная молодёжь, главные герои фильма, ведут не совсем обыденный и приличный образ жизни. Они открыты, раскрепощены и любят провести время с весельем и в полном угаре. А ещё не прочь заняться безумным сексом.

Компания из восьми друзей отправилась в известный в городе ночной клуб, чтобы хорошенько развлечься и обновить ощущения.
Казалось, что нового ты можешь узнать, если о сексе тебе известно всё? Но достичь совершенства бывает не так просто. Поэтому, впереди ребят ждёт сумасшедшая, захватывающая ночь, полная сюрпризов и открытий. О том, что произошло с каждым из них, они узнают и ощутят в полной мере лишь на следующее утро…

## В ролях
| Актёр              | Роль             |
| ------------------ | ---------------- |
| Шон Патрик Флэнери | Рик Гамильтон    |
| Джерри О’Коннелл   | Майкл Пеноризи   |
| Аманда Пит         | Джейн Баннистер  |
| Тара Рейд          | Сара Олсуонг     |
| Рон Ливингстон     | Трент            |
| Эмили Проктер      | Уитни Брайант    |
| Брэд Роу           | Шон Дениган      |
| Сибил Темчен       | Эмма Купер       |
| Джо Басиле         | бармен           |
| Адина Портер       | детектив Томпсон |